# NGC 5230
NGC 5230 (również PGC 47932 lub UGC 8573) – galaktyka spiralna z poprzeczką (SBc), znajdująca się w gwiazdozbiorze Panny. Odkrył ją William Herschel 12 kwietnia 1784 roku.
W galaktyce tej zaobserwowano supernową SN 1970P.